# Stuttgarter Internet eXchange
Der Stuttgarter Internet eXchange (Stuttgart-IX) ist ein nichtkommerzieller deutscher Internet-Knoten in Stuttgart.

## Geschichte
Seine Einrichtung im April 2005 sollte ein Ansporn für Netzbetreiber sein, in der Region aktiv zu werden. 2020 wurde die gesamte Infrastruktur des Stuttgart-IX generalüberholt, im folgenden Jahr konnte der Internet Exchange einen Verkehrsanstieg von über 500 % verzeichnen. Der Sitz des Stuttgart-IX ist am Zettachring im Gewerbegebiet Fasanenhof Ost. Betrieben wird der Internet-Knoten von der ISP Service e.G.
An den Peeringpoint sind derzeit 29 Unternehmen angeschlossen (Stand: Januar 2023).
Am Sitz des Stuttgart-IX befindet sich unter anderem auch ein Rechenzentrum der euNetworks Managed Services GmbH, Arelion, Datacenter One GmbH und der LF.net Netzwerksysteme GmbH. Teilnehmer des Stuttgart-IX sind neben einigen regionalen Stadtwerken und Unternehmen auch das Landeshochschulnetz BelWü und internationale Content-Anbieter wie Akamai, Facebook und Cloudflare. Im Februar 2021 schloss der Stuttgart-IX eine Cloud-Partnerschaft mit dem DE-CIX.

## Technische Daten des Stuttgart-IX
Der Internetknoten ist in auf fünf Rechenzentren untergebracht. Als Haupt-Switch dienen Switche der Arista 7200er-Serie. Der Stuttgart-IX hatte im Januar 2023 eine angeschlossene Kapazität von 775 GBit/s und einen Spitzendurchsatz von rund 108 GBit/s.